# Рорайма (планина)
Вижте пояснителната страница за други значения на Рорайма .
Рора̀йма (на испански: Cerro Roraima; на португалски: Monte Roraima) е платовиен масив тепуи с дължина около 14 km и ширина около 3,5 km в най-широката си част, намиращ се на границата между Венецуела, Бразилия и Гвиана, като 3/4 от нея са на венецуелска територия. Максималната височина е 2810 m и това е най-високата точка в Гвиана.
Рорайма е част от планинската верига Сиера де Пакарайма, която от своя страна е част от Гвианската планинска земя, разположена в североизточната част на Националния парк Канайма. Масивът Рорайма се счита за една от най-старите геоложки формации на Земята, датиращи от докамбрия, на възраст около 2 милиарда години. Изграден е предимно от кварцови пясъчници, пронизани от интрузии и дайки от диабаз и габро. Горната част на масива е почти равни с отвесни склонове с височина до 400 m.

## Флора и фауна
Много от видовете в Рорайма се срещат само по плата тепуи, като на върха на Рорайма се открояват два местни ендемита. Растенията като камбанка, Heliamphora и редките Rapatea са широко разпространени по стените и билото на платото. Режимът на валежите в платото е постоянен, непрекъснат, а почти цялата повърхност на върха е оголен пясъчник, като се срещат главно само някои видове храсти (Bonnetia) и водорасли. Ниска и оскъдна растителност се среща и в малките пясъчни блата, които пресичат скалистия връх. Повечето от хранителните вещества в почвата бива измивани от ручеи, които се изливат от ръба, образувайки едни от най-високите водопади в света.
Жабата Oreophrynella quelchii обикновено се среща по откритите скалисти повърхности и в храсталаците на Рорайма. Видът е ограничен до ръба на платото, поради което се счита за уязвим.

## Галерия
- Изглед към Рорайма от венецуелската страна.
- Изглед от върха на платото.
- Растителност върху платото.
- Скални образувания на платото.
- Екваториални гори в подножието на Рорайма.
- Топографска карта на Рорайма.